# Ishockey i Kanada
Ishockey i Kanada har spelats i organiserad form sedan slutet av 1800-talet. Ishockey brukar betraktas som Kanadas nationalsport, och Kanada brukar betraktas som spelets hemland. Spelet anses i sin moderna form ha uppsått i Kanada under 1850-talet, och det var i Kanada reglerna skrevs ner under 1870-talet.

## Landslag
Kanadas herrar dominerade tidigare VM och OS totalt och var alltid att räkna med under perioden 1920-1969, även om Sovjetunionen från mitten av 1950-talet blev en tuff konkurrent. Kanada drog sig 1970 ur internationellt spel, och återkom inte förrän vid Canada Cup i ishockey 1976.
Kanadas damer hade vunnit alla större turneringar man ställt upp då man förlorade OS 1998 till USA. Första gången man inte blev världsmästare var VM 2005 i Sverige, då det blev silvermedaljer efter finalförlust mot USA.

### Fotnoter
1. ↑  ”History of Ice Hockey” (på engelska). UHL. http://www.theuhl.com/history-of-ice-hockey/. Läst 29 juli 2014.